# Braco da Estíria de pelo duro
Braco da Estíria de pelo duro[Nota] (em alemão:  Steirische Rauhhaarbracke) é uma raça canina originária do estado austríaco da Estíria. É um cão farejador, utilizado na caça a javalis em terrenos montanhosos. A raça foi criada em 1870 por Karl Peintinger, um magnata do ramo industrial de Estíria. Peintinger cruzou "Hela 1", a partir de um velho tipo de cão farejador de Hanôver, com um cão da Ístria, e continuou até que uma reprodução seletiva de pelagem grossa, cuja personalidade fosse a de um cão de caça ousado, foi alcançado. A raça é usada por austríacos e eslovenos, para além de caçar, é também usada para rastrear animais feridos por terrenos acidentados e em altitudes elevadas.
Fisicamente é um cão de porte médio, cuja altura da cernelha varia de 45 a 53 cm e o peso entre 15 a 18 kg com um corpo. Ativos e chamados espaçosos, não são considerados bons cães de companhia, pois necessitam de basstante exercício.
Seu próprio nome já descreve sua pelagem, dura e áspera, embora não seja volumosa. As cores são o ruívo e o castanho, com uma mancha branca no peito. Seu outro famoso nome é braco de Peintinger, em homenagem a seu criador.